# František Vais
František Vais (19. října 1914 – ???) byl český a československý politik Komunistické strany Československa a poúnorový poslanec Národního shromáždění ČSR.

## Biografie
V roce 1945 se jistý František Vais uvádí coby politický tajemník OV KSČ v Českých Budějovicích a zároveň člen krajského výboru strany i předsednictva okresního výboru KSČ. V roce 1948 byl hlavním řečníkem během prvomájových oslav v Lounech. Uvádí se jako František Vais z Kladna.
Ve volbách roku 1948 byl zvolen do Národního shromáždění za KSČ ve volebním kraji Kladno. V parlamentu zasedal do srpna 1951, kdy rezignoval a nahradil ho Adolf Svoboda.
V lednu 1950 se uvádí jako člen oddělení pro průmysl Krajského výboru KSČ Pražského kraje. Přednesl tehdy referát o plnění 1. pětiletky. V říjnu 1950 se zmiňuje jako člen předsednictva krajského výboru strany. V listopadu 1950 dokonce jako zástupce vedoucího tajemníka KV KSČ.
IX. sjezd KSČ ho zvolil za člena Ústředního výboru Komunistické strany Československa. Na funkci rezignoval v dubnu 1951. V rámci politických procesů po zatčení Rudolfa Slánského byl v té době zbaven funkcí a zatčen.